# 대구칠곡초등학교
대구칠곡초등학교는 대한민국 대구광역시 북구 읍내동에 있는 공립 초등학교이다.

## 학교 연혁
- 1909년 5월 2일 사립 거양학교 창립
- 1912년 4월 1일 칠곡공립보통학교(4년제 2학급) 개교
- 1938년 4월 1일 거성공립심상소학교로 개칭[1]
- 1941년 4월 1일 거성(莒城)공립국민학교로 개칭[2]
- 1945년 9월 1일 칠곡국민학교로 개칭
- 1981년 7월 1일 대구직할시 편입(대구칠곡국민학교)
- 1996년 3월 1일 대구칠곡초등학교로 개칭[3]
- 2009년 11월 10일 학교 숲 가꾸기 사업
- 2009년 12월 28일 학교 환경 개선 사업 준공
- 2016년 2월 4일 제103회 112명 졸업(총 졸업생수 18,155명)
- 2016년 3월 1일 29학급(특수1학급 포함) 편성
- 2016년 9월 1일 제44대 김주석 교장 부임
- 2019년 3월 1일 24학급(특수1학급 포함)편성

## 학교 상징
- 교화 - 장미 : 장미의 꽃말이 열렬한 사랑이듯이 모든 것을 사랑하고 외유내강의 아름다움을 본받으라는 의미를 가짐
- 교목 - 느티나무 : 억센 줄기는 강인한 의지의 상징이며 거의 일정하게 고루 퍼진 가지는 조화와 질서를 길지도 짧지도 않고 적당한 크기의 잎은 예의를 나타낸다고 함

## 참고 자료
- 대구칠곡초등학교 - 한국교육학술정보원 학교알리미